# Inga bonplandiana
Inga bonplandiana är en ärtväxtart som beskrevs av Carl Sigismund Kunth. Inga bonplandiana ingår i släktet Inga och familjen ärtväxter. Inga underarter finns listade i Catalogue of Life.